# ハーヴェイ・ワーシントン・ルーミス

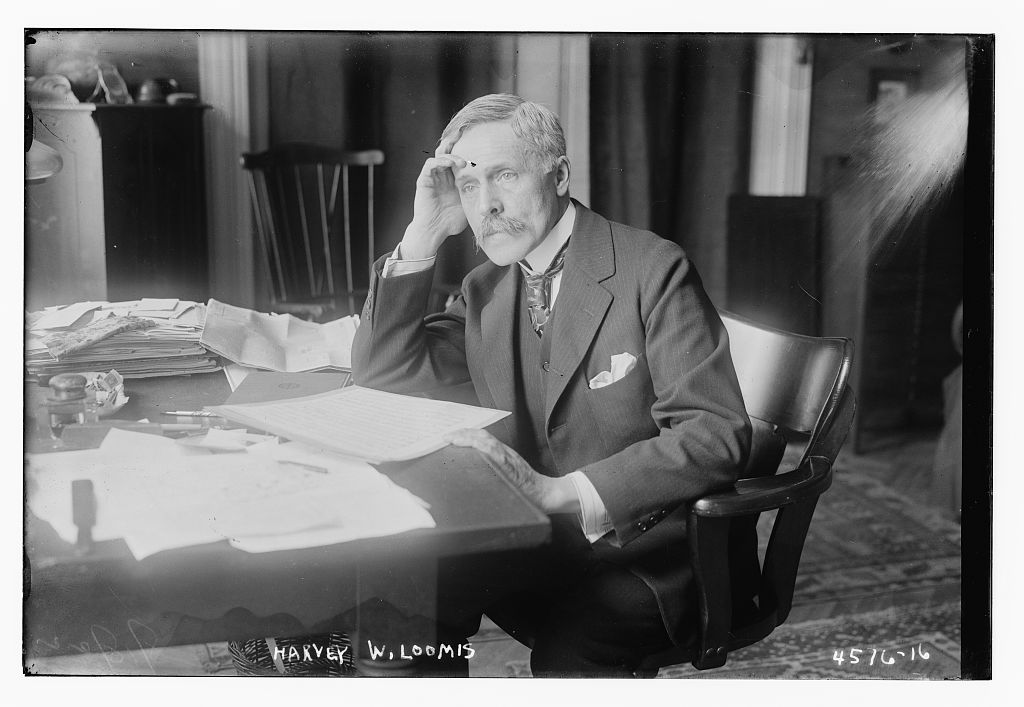
ハーヴェイ・ワーシントン・ルーミス、1918年撮影。

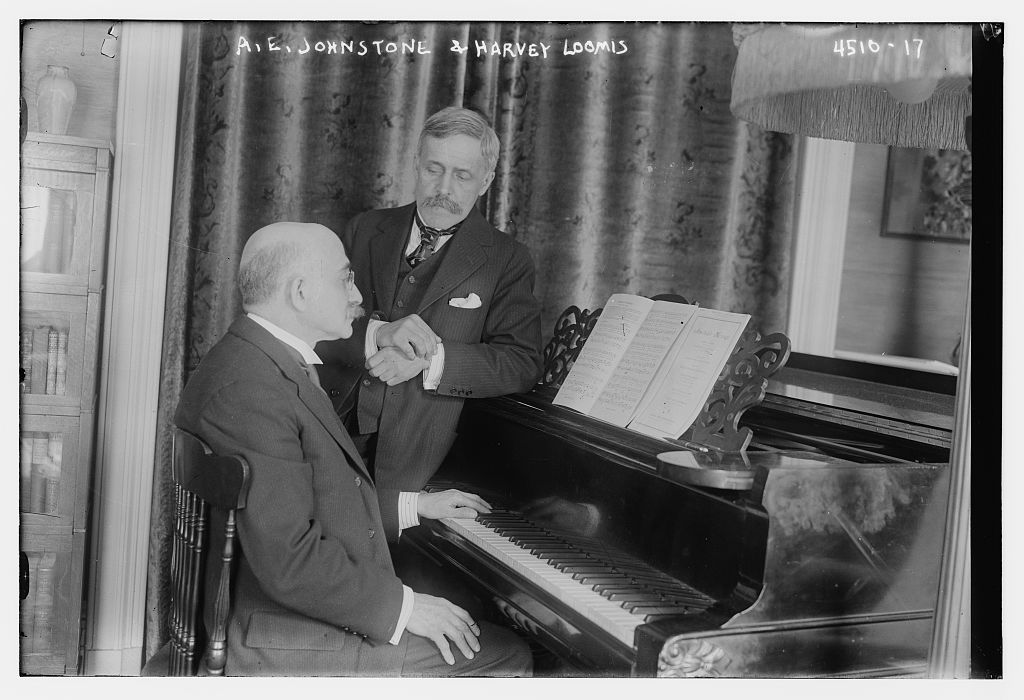
ハーヴェイ・ワーシントン・ルーミスとアーサー・エドワード・ジョンストン (Arthur Edward Johnstone)、1918年撮影。

ハーヴェイ・ワーシントン・ルーミス（Harvey Worthington Loomis、1865年2月5日 - 1930年12月25日）は、アメリカ合衆国の作曲家。ニューヨーク市ブルックリン区に生まれ、マサチューセッツ州ボストンに没した。現在ではもっぱらインディアニスト運動やワーワン・プレスとの関係で知られている。

## 経歴
ルーミスは、1865年2月5日にニューヨーク市ブルックリン区で生まれた。ピアノをマデリン・シラーに学んだ。ナショナル音楽院 (National Conservatory of Music of America) で3年間学ぶ奨学金を得た彼は、そこでボヘミア出身のアントニン・ドヴォルザークに師事し、すぐにその愛弟子となった。最も有名な作品は、アメリカ先住民（インディアン）の歌をもとにしたピアノ曲集『Lyrics of the Red Man』である。ルーミスは、子ども向けの音楽も数多く手がけて、舞台音楽もコミック・オペラやパントマイムのためのものがあり、さらに、ヴァイオリンやピアノのためのソナタ、舞台劇のための付随音楽も数多く書かれた。しかし、彼の作品は録音されて音盤となったものがほとんどなく、ナクソス・レコードの「マルコ・ポーロ」レーベルから出ているインディアニスト運動のピアノ音楽の録音の中に、作詞者として言及があるだけである。ルーミスは、1930年12月25日のクリスマスの日に死去した。

## おもな作品
- The Mandolin, opera
- The Song of the Pear, melodrama
- The Story of a Faithful Soul, melodrama
- The Maid of Athens, comic opera
- The Burglar's Bride, comic opera
- Going Up?, comic opera
- The Bey of Baba, comic opera
- Put to the Test, musical pantomime
- In Old New Amsterdam, musical pantomime
- The Enchanted Fountain, musical pantomime
- Love and Witchcraft, musical pantomime
- Blanc et Noir, musical pantomime